# Dyugon (lớp tàu đổ bộ)
Dyugon là lớp tàu đổ bộ, thuộc dự án 21820 của Nga, được thực hiện bởi công ty đóng tàu Viễn Đông của Nga. Tàu được thiết kế chạy tốc độ cao trên biển, đổ bộ lính cùng xe chiến đấu bánh hơi hoặc bánh xích lên cả các bãi biển không thuận lợi nhất. Tàu nặng 280 tấn (đầy tải), chiều dài 45m, chiều rộng 8,6, độ mớn nước 1,9m. Tàu sử dụng 2 động cơ diesel M507A-2D, mỗi động cơ có công suất 9000 mã lực. Tàu có 1 chân vịt 4 cánh. Tàu có thể hoạt động trong điều kiện sóng cao 0,75m với tốc độ tối đa là 35 hải lí/h. Khoang chứa hàng trên tàu có thể chưa được 140 tấn hàng hóa. Tàu được thiết kế hiện đại, điều khiển vận hành bằng máy tính nên chỉ cần thủy thủ 6 người để vận hành. Tàu có thể chở theo 4-5 xe thiết giáp chở quân, 2-3 tăng chiến đấu chủ lực cùng 40 lính thủy quân lục chiến. Trang bị vũ khí trên tàu gồm 2 súng máy hạng nặng cỡ nòng 14,5mm và tên lửa phòng không vác vai.